# Le Malade hydrophobe
Pour plus de détails, voir Fiche technique et Distribution.
Le Malade hydrophobe est un film réalisé par Georges Méliès, sorti en 1900.